# Слепнёв, Геннадий Павлович
Геннадий Павлович Слепнёв (21 июля 1921, Тейково, Иваново-Вознесенская губерния — 9 августа 2002) — советский легкоатлет, бегун на средние дистанции, чемпион и призёр чемпионатов СССР в эстафетном беге, участник летних Олимпийских игр 1952 года в Хельсинки. Тренер по лёгкой атлетике.

## Биография
Ветеран Великой Отечественной войны, награждён орденами и медалями. Выпускник Ленинградского медицинского института имени Павлова. Увлёкся спортом во время учёбы в институте. После окончания института по распределению был направлен в Великие Луки, работал главным врачом врачебно-физкультурного диспансера.
На Олимпийских играх представлял СССР в эстафете 4×400 метров. Команда, за которую, кроме Слепнёва, выступали Ардалион Игнатьев, Юрий Литуев и Эдмунд Пилагс, в предварительном забеге показала результат 3:12.65 сек и не попала в финальный забег, где решалась судьба медалей.

## Выступления на чемпионатах страны
- Чемпионат СССР по лёгкой атлетике 1952 года:
  - Эстафета 4×400 метров —  (Профсоюзы-I, 3.17,2);
- Чемпионат СССР по лёгкой атлетике 1953 года:
  - Эстафета 4×400 метров —  (Ленинград, 3.23,0);